# Willaq Umu
Il Willaq Umu ("sacerdote che racconta") era l'Alto Sacerdote del Sole nell'impero inca. Era solitamente il fratello del Qhapaq Inca (re dell'impero), e probabilmente la seconda persona più potente del regno. Questo incarico (secondo alcuni racconti) fu creato durante il regno di Pachacútec.  Negli ultimi tempi dell'impero, erano considerati alti sacerdoti anche i marescialli di campo in guerra per conto dell'imperatore.
Il Dio Sole della mitologia inca era Inti, il dio più importante nel pantheon degli Inca. Questo spiega il motivo per cui il sacerdote più potente era l'alto sacerdote del dio più riverito.